# 8e régiment de dragons (Autriche)
Pour les articles homonymes, voir 8e régiment.
Ne doit pas être confondu avec 8e régiment de dragons (Autriche-Hongrie).
Le 8e régiment de dragons est une unité de cavalerie de l'empire d'Autriche. Créé en 1854 et dissout en 1860, le régiment porte le nom de son colonel, Ferdinand IV, grand-duc de Toscane.

## Création et différentes dénominations
- 1854 : formation du 8e régiment de dragons « archiduc Ferdinand Salvator de Toscane » (Dragoner-Regiment „Erzherzog Ferdinand IV. Salvator Erbgroßherzog von Toscana“ Nr. 8)[1]
- 1859 : renommé 8e régiment de dragons « Ferdinand IV, grand-duc de Toscane » (Dragoner-Regiment „Ferdinand IV. Salvator, Grossherzog von Toskana“ Nr. 8)[1]
- 1860 : dissous

## Historique
Le régiment est créé à partir du 7e régiment de dragons autrichiens en 1854. Il est dissous le 1er mars 1860.

## Uniforme
Les dragons du régiment portent une Waffenrock vert-foncé avec la couleur distinctive rouge et les boutons blancs.